# Natriumbromid
Natriumbromid ist das Natriumsalz des Bromwasserstoffs. Es ist ein farbloser Feststoff mit der Formel NaBr.

## Darstellung und Gewinnung
Natriumbromid kann durch Reaktion von Natriumhydroxid und Bromwasserstoff hergestellt werden:
{\displaystyle \mathrm {NaOH\ _{(aq)}+\ HBr\ _{(aq)}\longrightarrow \ NaBr\ _{(aq)}+\ H_{2}O\ _{(l)}} }

## Eigenschaften
Natriumbromid kristallisiert in der Natriumchlorid-Struktur. Die wässrige Lösung reagiert schwach sauer. So besitzt eine Lösung von 50 g Natriumbromid pro Liter Wasser bei 20 °C einen pH-Wert von 5,4. Unterhalb von 50,7 °C kristallisiert aus wässriger Lösung ein Dihydrat.
Die Standardbildungsenthalpie von Natriumbromid beträgt ΔHf0 = −360 kJ/mol.
Das Salz ist sehr gut löslich in Wasser. Die Löslichkeit steigt mit steigender Temperatur.
| Löslichkeit in Wasser[7] |                |      |      |      |     |     |       |       |       |
| Temperatur               | in °C          | −20  | 0    | 20   | 40  | 60  | 80    | 100   | 120   |
| Löslichkeit              | in g/100 g H2O | 71,8 | 79,5 | 90,5 | 106 | 118 | 118,3 | 121.2 | 125,3 |

## Verwendung
Natriumbromid kann zur Herstellung elementaren Broms im Labormaßstab dienen. Hierzu wird Chlorgas in eine wässrige Lösung von Natriumbromid geleitet. Diese Reaktion kann allgemein zum Nachweis löslicher Bromide herangezogen werden.
{\displaystyle \mathrm {2\ NaBr\ +\ Cl_{2}\ \longrightarrow 2\ NaCl\ +\ Br_{2}} }
Aus Natriumbromid kann im Labormaßstab Bromwasserstoff hergestellt werden. Hierzu wird konzentrierte Phosphorsäure bei schwach erhöhter Temperatur auf den Feststoff getropft.
{\displaystyle \mathrm {2\ NaBr\ +\ H_{3}PO_{4}\ {\xrightarrow {\Delta T}}\ 2\ HBr\uparrow +\ Na_{2}HPO_{4}} }
Es können hierzu auch andere Säuren, zum Beispiel verdünnte Schwefelsäure, verwendet werden, doch ist hierbei die Reaktion oft zu wenig kontrollierbar, um einen konstanten Gasstrom zu erzeugen.

## Medizin
Natriumbromid wurde insbesondere im späten 19. und frühen 20. Jahrhundert als Sedativum genutzt. Heute findet es keine Anwendung mehr, da es zu Bromismus führen kann.